# 应用交付控制器
应用交付控制器（Application delivery controller，ADC）又稱应用程序交付控制器，是数据中心中的一種计算机网络设备，通常是应用交付网络的一部分，它能幫助执行常见的任务，例如由Web加速器完成的任务，或者控制客户端和服务器之间的通訊以及数据流，以達到消除網頁伺服器本身负载的目的。许多应用交付控制器还提供负载均衡功能。应用交付控制器通常被放置在外部防火墙或路由器和服务器农场之间的DMZ中。